# Ioannis Chrysafis
Ioannis Chrysafis (1873-12 de octubre de 1932) fue un gimnasta griego. Compitió en los Juegos Olímpicos de Atenas de 1896.
Chrysafis fue líder del equipo Ethnikos Gymnastikos Syllogos, que quedara tercero (de tres equipos participantes) en la competencia de Barras paralelas del programa de gimnasia, ganando la medalla de bronce.
- Datos: Q459767